# 海康烈士陵园
海康烈士陵园，位于中国广东省湛江市雷州市雷城镇上坡，为湛江市雷州市的一个市级文物保护单位，类型为近现代重要史迹及代表性建筑，公布时间为1992年12月9日。
海康烈士陵园的历史年代为现代。